# Pehr Liedberg
Pehr Olof Liedberg (i riksdagen kallad Liedberg i Öja), född 9 maj 1857 i Frillestads församling, Malmöhus län, död 25 september 1934 i Malmö, var en svensk militär och riksdagsman. 
Liedberg var löjtnant i Skånska husarregementet samt ryttmästare i armén. Han var ledamot av riksdagens första kammare 1902–1910, invald i Malmöhus läns valkrets. Liedberg är begravd på Östra kyrkogården i Malmö.